# Nadia Farès
Nadia Farès (20 de dezembro de 1973, Marrakech, Marrocos) é uma atriz francesa.